# Iphiaulax mendicus
Iphiaulax mendicus är en stekelart som beskrevs av Cameron 1887. Iphiaulax mendicus ingår i släktet Iphiaulax och familjen bracksteklar. Inga underarter finns listade i Catalogue of Life.